# Dinopium benghalense
El pito bengalí (Dinopium benghalense) es una especie de ave piciforme de la familia Picidae que habita en el subcontinente indio. Es uno de los pocos pájaros carpinteros que puede verse en las zonas urbanas de la región. Se caracteriza por ser el único pito de espalda amarilla con la garganta y el obispillo negros.

## Descripción

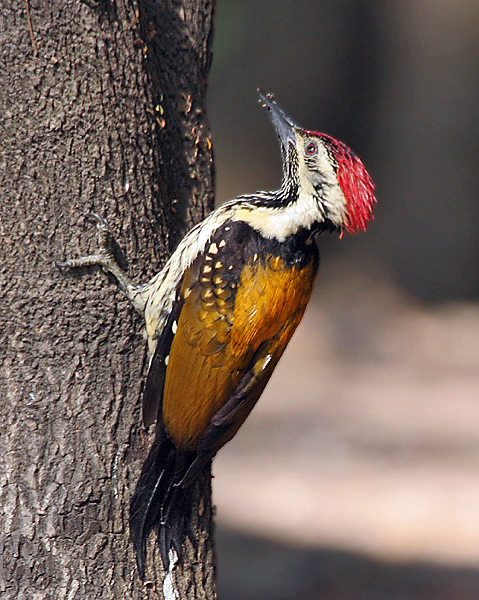
Ejemplar de la subespecie nominal en Kolkata, India.

El pito bengalí mide entre 26–29 cm de largo. Tiene la forma típica de los pájaros carpinteros y se caracteriza por tener las coberteras de las alas de color amarillo dorado o rojo según las subespecies. Su obispillo es negro, y no rojo como en el pito de Tickell. Sus partes inferiores son blancas con veteado negruzco. Su garganta es negra con un fino moteado blanco, lo que le diferencia fácilmente de los demás pitos de espalda dorada de la región. Su cabeza los laterales de su cabeza son principalmente blanquecinos con una lista ocular negruzca y la nuca negra. A diferencia de otros pitos asiáticos no presenta bigoteras negras porque toda su garganta es negra. Los machos adultos tienen el píleo rojo, mientras que las hembras lo tienen negro con motas blancas con solo algo de rojo en la parte posterior. Los juveniles se parecen a las hembras aunque de tonos más apagados.
Como los demás pájaros carpinteros, esta especie tiene el pico recto y puntiagudo, la cola rígida que les proporciona apoyo contra los troncos, y las patas zigodáctilas (con dos dedos hacia delante y dos hacia atrás). Puede proyectar su larga cola para capturar insectos.
Se han registrado ejemplares leucísticos. Algunos machos del norte de los Ghats occidentales presentan la punta de las plumas de la región malar de color rojo casi formando una lista malar.

## Subespecies

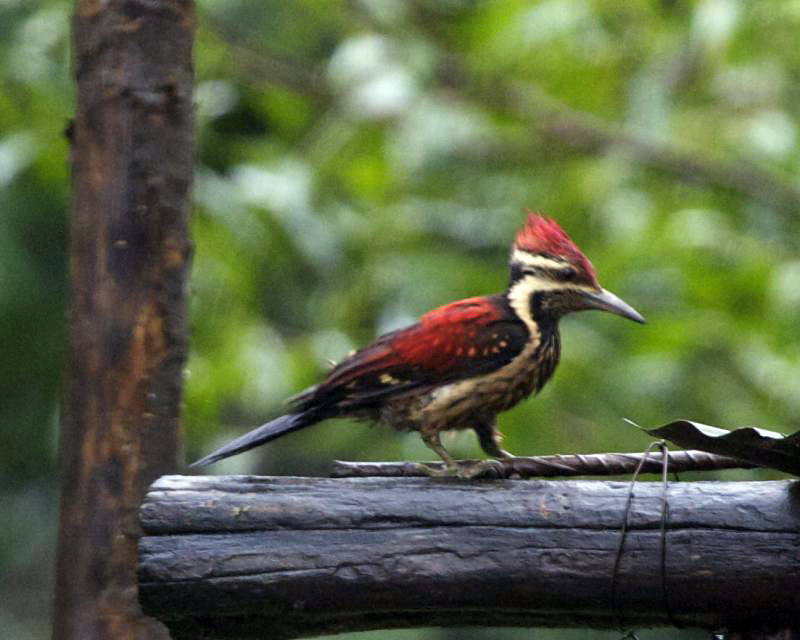
Variedad de Sri Lanka.

Suelen reconocerse seis subespecies. La subespecie de las regiones áridas del noroeste de la India y Pakistán, dilutum, tiene las partes superiores de color amarillo claro, un copete largo en la parte superior de la cabeza y las partes inferiores más blancas que la subespecie nominal de las planicies del Ganges. Sus partes superiores están menos moteada. La subespecie nominal que se encuentra en todas las regiones bajas de la India, hasta los 1000 m de altitud. La subespecie del sur puncticolle tiene en la garganta negra motas triangulares blancas y sus partes superiores son de un intenso amarillo dorado. La población que se encuentra en los Ghats occidentales ha sido separada como subespecie tehminae (en honor de la esposa del ornitólogo Sálim Ali) y es más verdoso en la parte superior, y las motas de la garganta y las alas no son muy prominentes. La subespecie del sur de Sri Lanka, D. b. psarodes, tiene la espalda y alas de color rojo su moteado es más negro y está más extendido. Hibrida con la subespecie del norte, jaffnense, que tiene el pico más corto. A veces se diferencia otra subespecie en Sri Lankan, psarodes, aunque aparecen formas intermedias con jaffnense cerca de Puttalam, Kekirawa y Trincomalee.

## Distribución y hábitat

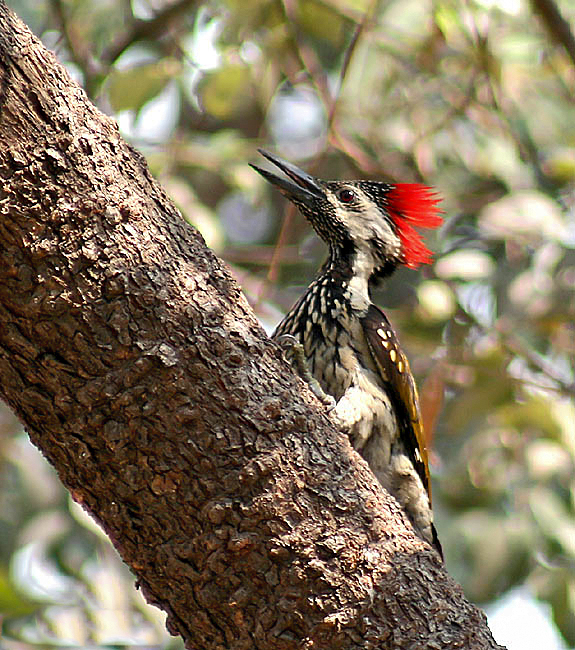
Ejemplar hembra.

Esta especie se extiende por las planicies y montes hasta los 1200 metros de altitud de Pakistán, la India al sur del Himalayas y desde el oeste del valle de Assam y Meghalaya, Bangladés y llegando por el sur a Sri Lanka. Se encuentra en los bosques abiertos y campos de cultivos. También se encuentra a menudo en las zonas urbanas en parques y avenidas arboladas. El pito bengalí escasea en el Kutch y la región desértica de Rajastán.

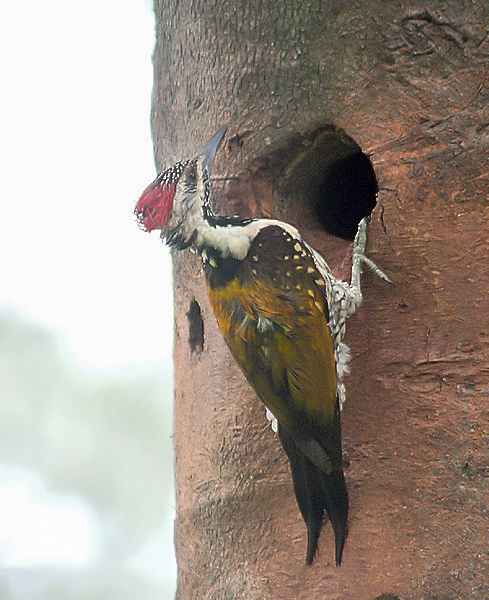
Macho en su nido ubicado en Kolkata, Bengala Occidental, India.

## Comportamiento y ecología
Generalmente se encuentra en parejas o en pequeños grupos, a veces integrado en bandadas mixtas en búsqueda de alimento. Buscan alimento desde el suelo hasta las copas de los árboles. Se alimenta de insectos, principalmente de larvas de escarabajo de la corteza de los árboles, aunque también visita los termiteos y a veces se alimenta de néctar. Se mueven a saltos por las ramas manteniéndose oculto de sus potenciales depredadores. Se adaptan bien a los hábitats modificados por los humanos y aprovecha las construcciones artificiales, la fruta caída, e incluso los desperdicios de comida.
Su época de cría varía según el clima y se desarrolla entre febrero y julio. Con frecuencia se les oye martillear durante la época de apareamiento. Anidan en huecos en los árboles que ellos mismos suelen perforar. El hueco suele tener una parte horizontal en la entrada que desemboca en una cavidad descendente. A veces invaden los huecos de los huecos de anidación de otras aves. También se ha registrado que anidan en túneles situados en terraplenes. Ponen los huevos en el interior de la cavidad desnuda, sin ningún tipo de acolchamiento. Su puesta típica consta de tres huevos blancos brillantes y alargados. Los incuban durante unos 11 días. Los polluelos dejan el nido al cabo de unos 20 días.